# Magnolia utilis
Espèce
Statut de conservation UICN

 DD  : Données insuffisantes
Magnolia utilis est une espèce de plantes à fleurs de la famille des Magnoliaceae. C'est un arbre originaire d'Asie.

## Description
C'est un arbre.

## Répartition et habitat
On trouve l'espèce en Birmanie, en Malaisie péninsulaire, à Bornéo (Sabah, Sarawak), à Célèbes et en Thaïlande.
Elle pousse en milieu tropical humide.